# Маліївська сільська рада
Малі́ївська сільська́ ра́да — колишній орган місцевого самоврядування в Березнегуватському районі Миколаївської області. Адміністративний центр — село Маліївка.

## Загальні відомості
- Територія ради: 128,86 км²
- Населення ради: 1 133 особи (станом на 2001 рік)

## Населені пункти
Сільській раді підпорядковані населені пункти:
- с. Маліївка
- с. Червоний Став

## Склад ради
Рада складалася з 16 депутатів та голови.
- Голова ради: Філатова Тетяна Миколаївна
- Секретар ради: Кірпічова Світлана Степанівна

### Керівний склад попередніх скликань
| Прізвище, ім'я, по батькові   | Основні відомості                                                                             | Дата обрання | Дата звільнення |
| ----------------------------- | --------------------------------------------------------------------------------------------- | ------------ | --------------- |
| Каверін Олександр Олексійович | Сільський голова, 1964 року народження, член Соціал-демократичної партії України (об'єднаної) | 26.03.2006   | 12.08.2008      |
| Філатова Тетяна Миколаївна    | Сільський голова, 1969 року народження, освіта вища, член Партії регіонів                     | 15.03.2009   | 31.10.2010      |
| Філатова Тетяна Миколаївна    | Сільський голова, 1969 року народження, освіта вища, член Партії регіонів                     | 31.10.2010   |                 |

Примітка: таблиця складена за даними сайту Верховної Ради України